# Fritz Block
Fritz Block (* 13. Januar 1889 in Warburg; † 23. Januar 1955 in Los Angeles) war ein deutscher Architekt und Fotograf.

## Leben
Fritz Block wuchs in Warburg auf. Seine dort begrabenen Eltern Siegmund Block und Paula, geb. Levy, waren Mitglieder der dortigen jüdischen Gemeinde. Nach Besuch des Gymnasiums Marianum studierte er ab 1908 Architektur in Karlsruhe, München, Darmstadt und Dresden, wo er 1915 promovierte.
Im Ersten Weltkrieg diente er aufgrund eines Gehörleidens als Sanitäter, später arbeitete er als Assistent von Wilhelm Kreis beim Wiederaufbau Ostpreußens. Danach war er kurze Zeit als Magistratsbaurat in Königsberg (Preußen) tätig, gründete aber bereits 1921 gemeinsam mit Ernst Hochfeld ein Architekturbüro in Hamburg. Das Büro leistete durch Blocks Veröffentlichungen wie „Probleme des Bauens“ und „Der Wohnbau“ sowie Gremientätigkeit auch theoretische Beiträge zum Wohnungs- und Siedlungsbau.
Nach dem 1933 erfolgten Ausschluss aus dem Bund Deutscher Architekten beschränkte sich seine Tätigkeit weitgehend auf die Verkleinerung von Wohnungen jüdischer Familien. Im November 1938 emigrierte Block mit seiner Frau nach Los Angeles, wo er nicht wieder als Architekt tätig wurde, sondern hauptberuflich als Fotograf arbeitete.

## Bauten und Entwürfe (unvollständig)

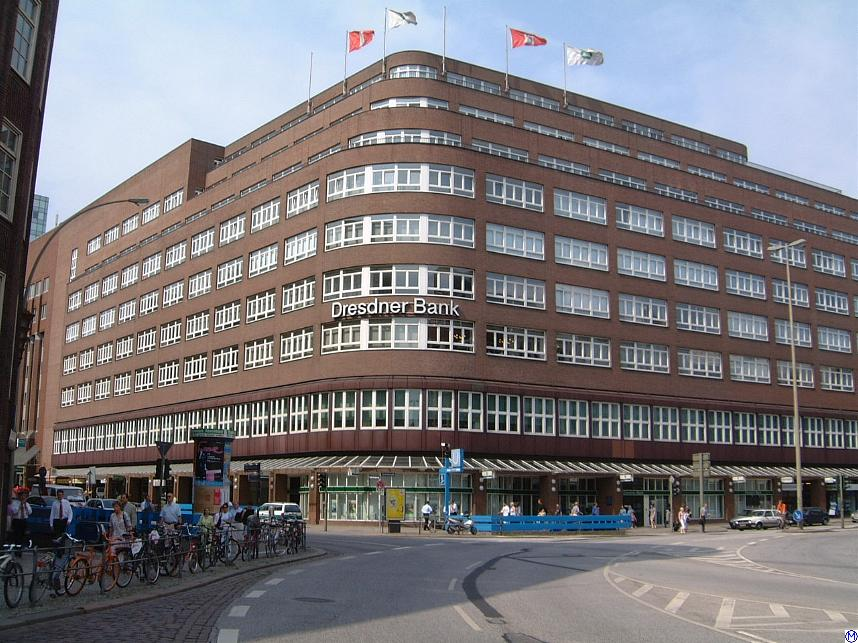
Deutschlandhaus am Gänsemarkt in Hamburg (2001)

- seit 1921: moderne Grabmäler auf dem Jüdischen Friedhof in Hamburg-Ohlsdorf
- 1921–1922: Denkmalanlage des Ehrenfriedhofes für die gefallenen jüdischen Soldaten in Hamburg
- 1921–1922: Ideenwettbewerb für ein Hochhaus am Bahnhof Friedrichstraße in Berlin
- 1922: Kleines Lustspielhaus in Hamburg
- 1922: Umbau Haus Rosenkranz in Hamburg-Harvestehude, Oberstraße 108
- 1923: Haus Wütow in Hamburg, Alsterufer 37
- 1925: Wettbewerbsentwurf für das Krankenhaus Elim in Hamburg
- 1925: Haus Jacobsohn in Lüneburg, Hindenburgstraße 106
- 1926: Büsch-Buchhandlung in Hamburg
- 1927: Verwaltungsgebäude der Öllager AG in Hamburg-Waltershof, Tankweg 1
- 1927–1928: Haus Philip in Hamburg-Alsterdorf, Brabandstraße 13[1]
- 1928–1929: Deutschlandhaus in Hamburg, Drehbahn / Dammtorstraße / Valentinskamp nahe dem Gänsemarkt
- 1929: Wohngebäude in der Großsiedlung Jarrestadt in Hamburg, Hanssensweg
- 1929–1930: Wettbewerbsentwurf für die Synagoge des Neuen Israelitischen Tempel-Vereins in Hamburg, Oberstraße 53
- 1929–1931: Laubenganghäuser in Hamburg-Fuhlsbüttel, Am Lustberg 14–22 (mit Carl Bensel)
- 1930–1931 und 1934: Altenwohnheime für die Mendelson-Israel-Stiftung in Hamburg-Fuhlsbüttel
- 1937–1938: Umbau des Gemeinschaftshauses des Jüdischen Kulturbundes in Hamburg, Hartungstraße 92 (mit Oskar Gerson)

## Ehrungen
1979 wurde in Hamburg-Bergedorf der Blockweg nach Fritz Block benannt.

## Fotografischer Nachlass
Blocks fotografischer Nachlass befand sich über Jahrzehnte in Privatbesitz. 2022 konnte er einschließlich Nutzungsrechten durch die Manfred Heiting Stiftung (Manfred Heiting Trust, MHT) von den Erben erworben werden.
Der MHT schenkte im Dezember 2022 der Deutschen Fotothek 1.500 Vintage Prints, 5.000 Negative sowie zahlreiche Druckbelege und Archivalien aus dem Nachlass von Fritz Block. Die Sach- und Reportagefotografien wurden zwischen 1929 und 1938 in Deutschland sowie auf ausgedehnten Reisen aufgenommen, unter anderem während einer mehrwöchigen USA-Rundfahrt 1931 und eines Zeppelin-Flugs nach Südamerika 1933.
Weitere rund 6.000 Color-Diapositive, die nach der Emigration Blocks in die USA entstanden sind, hat der MHT dem Getty Research Institute in Los Angeles geschenkt. Die Aufnahmen stellen den einzigen vollständigen Satz aller zwischen 1943 und 1954 in Los Angeles von Block produzierten und professionell vertriebenen Farbdiaserien dar, darunter frühe Farbaufnahmen von Bauten der kalifornischen Architekturmoderne.

## Ausstellungen
- 2024: #MODERN. Lala Aufsberg, Karl Theodor Gremmler und Fritz Block. Aus dem Archiv der Fotografen, Buchmuseum der SLUB Dresden, 26. Juli – 12. Oktober 2024

## Schriften
- Die kirchliche Baukunst im alten Bistum Comminges (Pyrenäen). In: Zeitschrift für Bauwesen. Nr. 4, 1917, Sp. 295–340 (zlb.de). (Fortsetzung). In: Zeitschrift für Bauwesen. Nr. 7, 1917, Sp. 443–478 (zlb.de). (Dresden, Techn. Hochsch., Dissertation, 1918)
- Fritz Block: Denkmäler frühgermanischer Baukunst in den Pyrenäen. In: Zentralblatt der Bauverwaltung. Nr. 23/24, 1918, S. 109–112 (zlb.de).
- Von der Einkehr und Besinnung. In: Innendekoration, Jg. 35, 1924, S. 34–39 (Digitalisat).
- Wohnform und Wandlungsfähigkeit. In: Die Form, Jg. 2, 1927, S. 40–46 (Digitalisat).
- Der Hamburger Wettbewerb für ein Groß-Wohnhaus-Viertel an der Jarrestraße. In: Die Baugilde, 1927, S. 71–75
- (Hrsg.): Probleme des Bauens. Band 1: Der Wohnbau. Müller & Kiepenheuer, Potsdam 1928 (Digitalisat).
- Fabrik van Nelle in Rotterdam. In: Bauwelt, Jg. 20, 1929, S. 1–4.
- Die Weiterentwicklung der holländischen Architektur. In: Bauwelt, Jg. 20, 1929, S. 9–16.
- Grundsätzliches zum Siedlungsbau. In: Zentralblatt der Bauverwaltung. Nr. 17, 1930, S. 313 ff. (zlb.de).
- Neue Baukunst in Frankreich. In: Zeitschrift für Bauwesen. Nr. 3, 1931, S. 53–65 (zlb.de).
- Die neue Ford-Fabrik. Das River Rougewerk in Dearborn bei Detroit. In: Die Form, Jg. 7, 1932, S. 268–275 (Digitalisat)